# Chimarra succini
Chimarra succini is een fossiele soort schietmot uit de familie Philopotamidae.